# EBay
eBay Inc.（イーベイ）は、アメリカ合衆国カリフォルニア州サンノゼに本社を置くアメリカ合衆国のグローバル電子商取引(EC)企業で、世界中で1.6億人、Sellerは2,500万人（個人・法人含む）とインターネットオークションでは世界最多の利用者を持つ。事業内容は自社ウェブサイト上で消費者間取引](C2C)および企業間取引(B2B)など個々間での取引を可能にするグローバルマーケットプレイスの運営である。
eBayは、ピエール・オミダイアが1995年に設立し、ドットコム・バブル期に成功した企業の一つで、世界約30ヶ国で数十億ドルのEC事業を行っている。同社は、個人・企業を問わず様々なモノを世界中で売買できるオンラインオークションとオンラインショッピングのeBay.comを運営している。
eBay.comでは、バイヤー（買い手）は自由に利用できるが、セラー（売り手）は一定数以上の商品掲載やそれらが売り切れた後に商品の再掲載をする際に一定額の利用料が必要となる。
殊更にオークション領域では、 eBay.comが「今すぐ買う」オンラインショッピングを発展・拡張して以来、UPC（Universal Product Code）やISBNまたは、SKU（Stock Keeping Unit）の様な形で何らかの番号（Half.comを介す）での価格最適化、オンラインクラシファイド広告（Kijiji 又は eBay Classifiedsを介す）、 オンラインチケットトレーディング（StubHubを介す）、その他多数のeBay系列のサービスを構築している。以前は、オンライン送金も自社で提供していた（2002年から2015年までeBayの子会社だったPayPalを介し行われていた）。

## 歴史

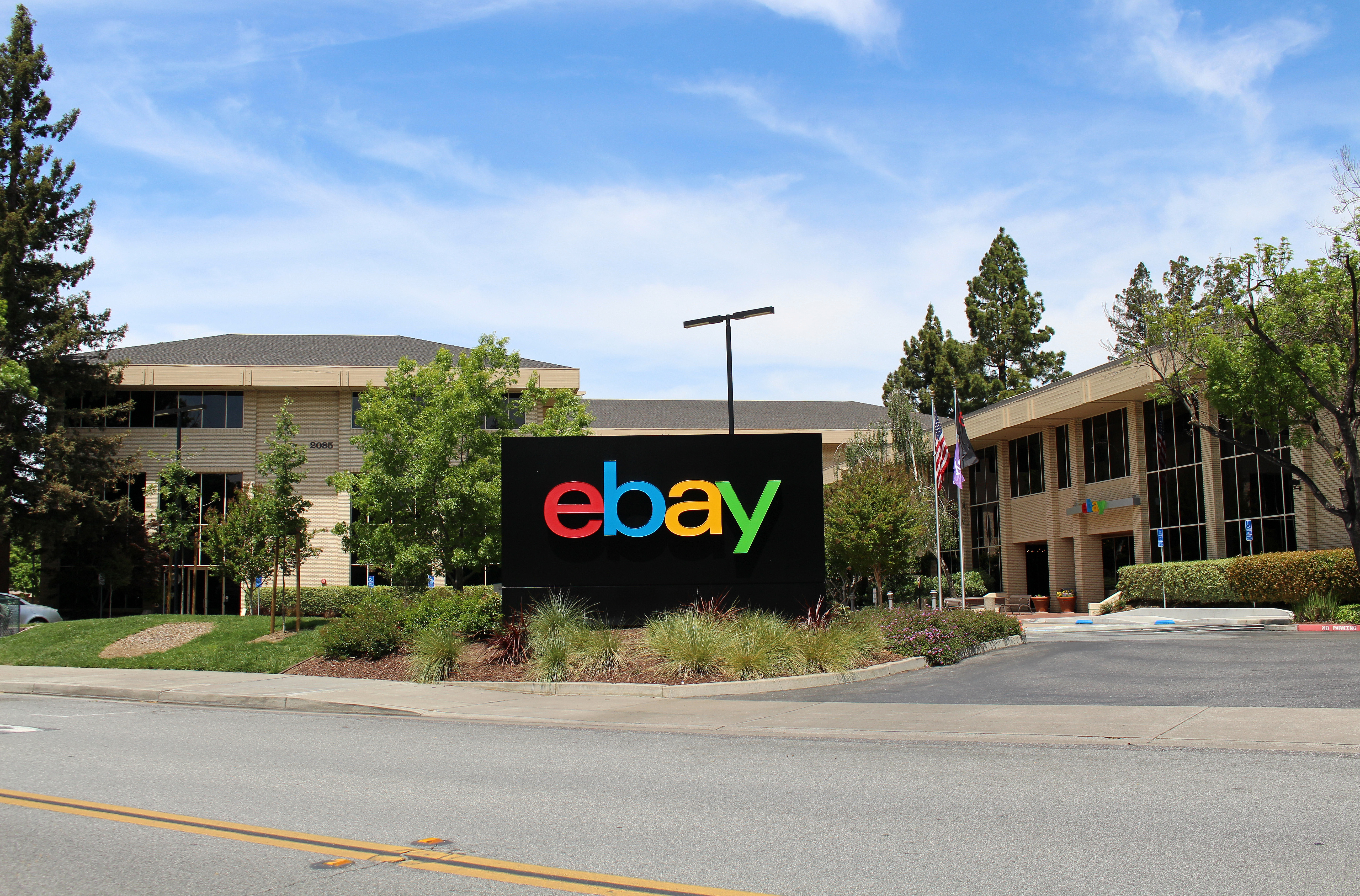
eBay本社オフィス（アメリカ合衆国カリフォルニア州サンノゼ）

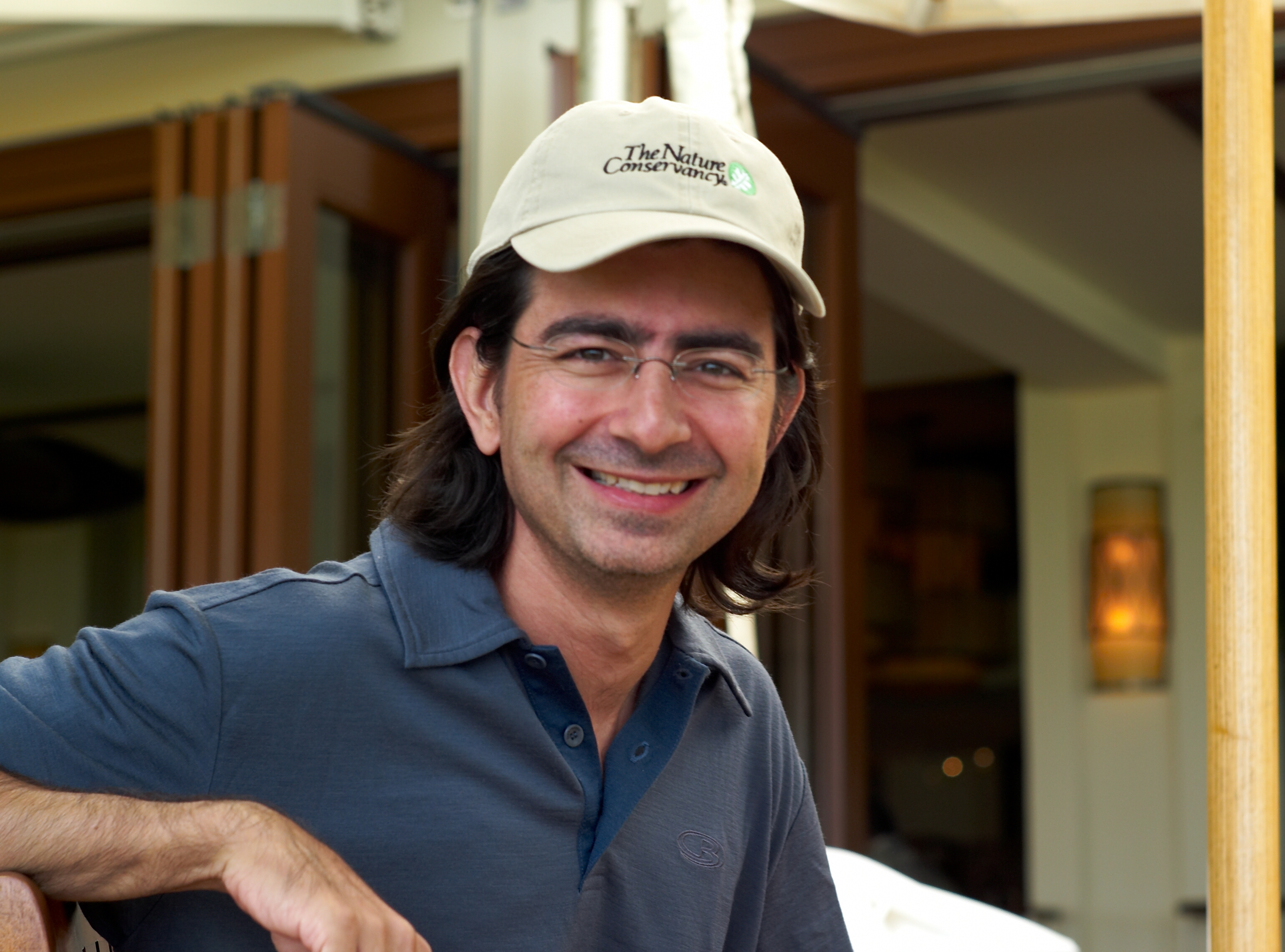
ピエール・オミダイア（eBayの創業者兼会長）

### 創業前
eBayの前身となったオークションウェブ（AuctionWeb）は、1995年9月3日カリフォルニア州で、当時、コンピュータープログラマーだったイラン系アメリカ人（出生フランス）のピエール・オミダイアによって趣味の一環の一つのウェブサイトとして構築された。
オークションウェブで最初に売れたものは、「壊れたレーザーポインター」で、落札価格は14.83ドルであった。驚いたオミダイアは、落札者に何故「壊れたと分かっているレーザーポインター」を購入したのか理由を聞くためにコンタクトを取った。そこで、オミダイアがメールの返信で受け取った返答は、「私は、壊れたレーザーポインターをコレクションしているんだ。」という回答だった。
繰り返すが、eBayは、あくまでもオミダイアの個人的趣味としてのウェブサイトだった。しかし、インターネットのサービスプロバイダーがオミダイアに、大量のトラフィックがあるため、アカウントをビジネスアカウントへアップグレードを要求する通知を送ってきた。その結果、月額30ドルから250ドルの管理費が請求され、eBayのユーザーに対して利用料を課さざるを得ない状況になった。このオミダイアの意思に反し利用料を課す事態に直面したが幸いにクレーム等には当たらなかった。

### 創業初期
1996年になって間もなく、Jeffrey Skollが新しい初代社長として就任。そして、創業初の社員（Chris Agarpao）を雇用した。
1996年11月には、創業初となる買収案件で、Smart Market社の技術を活用し旅行商品や飛行機のチケットを販売するElectronic Travel Auction社のライセンス買収を行った。成長率は著しく、1997年1月に200万件のオークションがeBay.com上で取引された。これは、1996年年間のeBay.com上での取引が25万件であったことと比べるとかなりの急成長と言える。
公式にオークションウェブがeBayへサービス名称を変更したのは、1997年9月である。サービス名称の成り立ちとしては、オミダイアのコンサルティングファームだった「Echo Bay Technology Group」に由来する。オミダイアは、「echobay.com」としてドメイン名称を登録しようと試みたが、すでに金鉱関連企業の「Echo Bay Mines社」に所有されており、echobay.comを省略する形で「eBay.com」と命名しドメイン登録を行った。
1997年にベンチャーキャピタルファームのBenchmark Capitalから6.7億ドルの資金調達を実施。
1998年3月に、Meg Whitman（メグ・ホイットマン）がeBayの代表取締役兼社長として就任。当時のeBayの従業員数は30名で、 アメリカ合衆国内で50万ユーザーと470万ドルの売上を誇っていた。
度々語られるストーリーとしては、eBay設立は、創業者オミダイアのフィアンセがPEZキャンディーのディスペンサーの取引をしており、彼女を助けるためにオークションウェブを立ち上げたというものであるが、それは1997年にパブリックリレーションズマネジャーのMary Lou Song（eBayの3人目の社員）がでっち上げた創作だった。この創作の背景は、左記のストーリーを公表するより以前に発表した、「Perfect Marketを創り上げたかったから」という理由に対し興味を示さないメディアの興味を惹くためであった。このストーリーは、Adam Cohenの著書で明らかにされており（The Perfect Store（2002））、著書の内容に関してeBayも内容を認めている。
eBayが株式公開後、Omidyar（オミダイア）とSkoll（スコール）の両名は瞬間的に億万長者となった。NASDAQ上場での株式初公開後のeBayの株価は18ドルを目標と設定されていたが、予想に反して、53.50ドルにまで駆け上った。

### ビーニーベイビーズとeBay
PEZ販売機神話は、大規模パブリシティーの発生とeBayの数あるカテゴリの中でも急速に成長しているトイコレクター間の取引を更にアクティベートするための広報戦略でもあった。当時、Ty Inc.が製造するビーニーベイビーズは、トイカテゴリーの中ではリーダー的存在であり、どれほど探したとしても最も小売店で見つけることが難しい商品だった。ビーニーベイビーズは瞬く間にeBay.comサイト内の代表的目玉商品となり、全体のリスティングの10％を占めた。 
株式非公開期に、eBayのマーケットシェアを拡大させた要因は大きく2つある。
- 1990年代中ごろ、ビーニーベイビーズのコレクション需要が殺到した・・・コレクターがビーニーベイビーズを全種コンプリートするためにあらゆる手段で探していた。
- Ty社が、初めてWebsite上でB2Cビジネスを始めた・・・Lina Trivediが構築した初期のTyウェブサイトは、ビーニーベイビーズを持っているユーザーがC2Cでオンライン取引を可能にする投稿機能が備わっていたが、ソートの効かないリスティング状況に不便を感じたユーザーらの、もっと効率よくビーニーベイビーズを取引できるマーケットが欲しいというユーザーの合理的な要望により閉鎖されることになった。[18]

結果的に、eBayのユーザーフレンドリーなUI設計が彼らの求めている最適な商品リスティングを提供できたことからeBayに需要が集中した。
1998年9月21日にeBayは株式を公開した。1998年に、オミダイアはeBayの年次レポート内のリスク要因として、ビーニーベイビーズ市場の影響を強く受け続けていることを記し、米国証券取引委員会に対して提出した。

### 2000年代
収集品として価値が高い物だけでなく遍く販売可能な商品まで取扱商品カテゴリを拡充した結果、eBayは急速に成長した。2002年2月、iBazarという1998年創業のeBayと類似したオンラインオークションサービスを行っているヨーロッパの企業を買収した。更に、同年の10月3日、PayPalを買収した。
2008年になって間もなくeBayは世界中に拡大し、何億人ものユーザーが会員登録し、同時に従業員数も1万5千人になり、77億ドルもの売上高を誇った。eBayの代表になって約10年目のタイミングで、Whitman（ホイットマン）は政治参入を決めた。2008年1月23日、eBayはホイットマンが2008年3月31日付けで同社代表を退任することを発表し、ジョン・ドナホーが新しいeBayの代表取締役兼社長に選出された。2008年が過ぎるまでは、ホイットマンは新代表のアドバイザー役として取締役会に籍を置いていた。2009年終盤、eBayは子会社のSkypeを27.5億ドルでの売却を完了したが、株式の30％は現在も保有している。

### 2010年代
2012年、eBayは United States Department of Justice（アメリカ合衆国司法省）により、同業他社の優秀な人材の雇用に関するnon-solicitation agreements（勧誘禁止契約）の締結を課せられた。
2014年9月30日、eBayが子会社のPaypalをスピンオフすることを表明した。これは同発表の9ヶ月以前から 、ヘッジファンド界の大物で活動家として知られるカール・アイカーンにより要求されたものである。Paypalのスピンオフは2015年7月18日に完了し、当時CEOだったドナホーが退任した。
2018年1月31日、eBayは主要決済プロバイダーをPaypalからオランダのスタートアップ企業のAdyenに変更する事を発表した。PaypalからAdyenへの主要決済プロバイダー移行は、2021年までに完了される見込みである。一方で、Paypalも決済手段の一つとして引き続き使用可能だと明言している。

## 日本での展開
日本国内での事業は大きく2つあり、イーベイ・ジャパン株式会社（法人番号：5010401066923）とeBay Japan合同会社の2社を設けている。イーベイ・ジャパン株式会社では、B2Bの越境販売支援事業を行っている。eBay Japan合同会社では、B2Cの国内総合ECモールQoo10を運営しているが、未だeBay.comのグローバルプラットフォームとはシステム連携を行っていないと見られている。2021年8月18日、日本語版サービスが開始され、デスクトップやモバイルWeb、Android版アプリで提供しており、iOS版アプリは同年9月にリリースされた。
2023年1月からiPhoneアプリでの出品（販売）も可能になった。Androidアプリも今後対応する予定。
2024年05月から「eBay.com」を通じて日本から北米を中心とする海外への越境販売が可能に。

## 企業情報

### 取締役会
2014年11月時点での取締役一覧
- Devin Wenig、2015年から新しく就任したeBayのCEO兼社長。
- Fred D. Anderson、Elevation Partners社の元代表取締役。203年7月にeBayの役員に就任。
- Edward W. Barnholt、Agilent Technologies社の元代表取締役兼社長。2005年4月にeBayの役員に就任。
- Scott Cook、インテュイット社の創業者。1998年6月にeBayの役員に就任。
- John Donahoe、2008年1月にeBayの役員に就任。2008年3月からeBayの代表取締役兼社長に就任。
- David Dorman、Motorola社の元非常勤会長。2014年6月にeBayの役員に就任。
- William Clay Ford, Jr.、Ford Motor Company社の元経営執行役会長。2005年7月にeBayの役員に就任。
- Kathleen C. Mitic、Sitch, Inc.社の元創業者件代表取締役。2011年9月にeBayの役員に就任。
- David M. Moffett、Freddie Mac社の元代表取締役。2017年7月にeBayの役員に就任。
- Pierre Omidyar、eBay創業者。1996年のeBay創業以来、会長兼役員。
- Richard T. Schlosberg、David and Lucile Packard Foundation社の元代表取締役兼社長。2004年3月にeBayの役員に就任。
- Thomas J. Tierney、Bridgespan Group社の共同創業者。2003年3月にeBayの役員に就任。

### ロゴ
2012年9月、eBayはUniversを起用しロゴを「ebaY」から「ebay」に刷新したが、旧ロゴの活用も散見された。2012年10月10日に公式ウェブサイトに、1995年の創業以来使用し続けてきた旧ロゴを新ロゴと置き換える形で公開された。休日には、同デザインで色が全て赤になったロゴが使用されると紹介されている。

1995年 – 2012年
2012年 –